# Anacolia aurescens
Anacolia aurescens är en bladmossart som beskrevs av Iwatsuki 1969. Anacolia aurescens ingår i släktet Anacolia och familjen Bartramiaceae. Inga underarter finns listade i Catalogue of Life.